# Andrés Garzón
Andrés Garzón González (Guayaquil, 10 de octubre de 1967) es un actor y director de televisión y teatro ecuatoriano, conocido por su participación en la serie Mis adorables entenados emitida desde 1989 a 1991 por Ecuavisa, también por protagonizar la telenovela Amores que matan en 2005 e interpretar roles antagónicos en diversas producciones nacionales como La novela del Cholito, 3 familias y Antuca me enamora.

## Carrera

### Televisión
Formó parte de las producciones teatrales del grupo La Mueca junto con Oswaldo Segura, Amparo Guillén, su hermano Héctor Garzón y Sandra Pareja, en el Teatro El Ángel.
Su debut en televisión fue en 1987, en la serie costumbrista de Ecuavisa, Mis adorables entenados, donde interpretó a Pablo Vera. Esta serie se mantuvo hasta 1991 en el canal; siendo repetida en distintas ocasiones en la misma cadena televisiva. Posteriormente se realizará una adaptación en película, en donde Garzón tendrá también parte en la dirección.
En 1999 participó en varios episodios del programa De la vida real. También formó parte del elenco de la telenovela Jocelito, de TC Televisión, y en 2005 protagonizó la telenovela Amores que matan, junto a Flor María Palomeque y Maricela Gómez.[cita requerida]
En 2008 fue parte del elenco de La novela del Cholito donde interpretó al antagonista Justin Soto, compartiendo créditos con David Reinoso, Giovanna Andrade y nuevamente con Flor María Palomeque. En 2008 participó en la telenovela El secreto de Toño Palomino, la cual fue protagonizada por Martín Calle y Carolina Jaume. En 2010 ingresó a Gama TV, donde dirigió el programa de comedia Puro Teatro.[cita requerida]
En 2016 regresó a Ecuavisa donde participó en la telenovela 3 familias, donde interpretó al antagonista Armando Paz durante 3 temporadas, en ese mismo año realizó un relato de leyendas urbanas de la ciudad de Guayaquil por sus 481 años de fundación.
En 2019 ingresó a TC Televisión, donde dirigió la telenovela Calle amores, la cual fue protagonizada por Dora West, Christian Maquilón y Carolina Jaume. En 2020 dirigió y participó en la telenovela Antuca me enamora, donde interpretó a León Andrade, la misma fue protagonizada por Katty García y Ney Calderón; y además fue director de casting. En ese mismo año el actor declaró que padecía de una prediabetes.

### Cine
En 2014 participó en la película Medardo, donde interpretó a Don Bonifacio.

## Filmografía

### Series y telenovelas
| Año       | Título                              | Personaje         |
| --------- | ----------------------------------- | ----------------- |
| 2021      | Juntos y revueltos                  | Pepín             |
| 2020      | Antuca me enamora                   | León Andrade      |
| 2016-2018 | 3 Familias                          | Armando Paz       |
| 2010      | Mostro de Amor                      | Lic. Justino Soto |
| 2008-2009 | El secreto de Toño Palomino         | Arnulfo           |
| 2008      | La novela del Cholito               | Lic. Justino Soto |
| 2006      | Rosendo Presidente                  | Pablo Vera        |
| 2005-2006 | Amores que matan                    | Wagner Altamirano |
| 2004      | Jocelito                            | Ricardo Sánchez   |
| 2001      | Visa para un sueño                  | Pablo Vera        |
| 1999      | De la vida real                     | Varios personajes |
| 1997-1999 | Subete a mi taxi                    | Pablo Vera        |
| 1995-1997 | Mis Adorables Entenados con Billete | Pablo Vera        |
| 1999      | El show de Felipe                   | Pablo Vera        |
| 1989-1991 | Mis Adorables Entenados             | Pablo Vera        |

### Como director
| Año  | Producción        |
| ---- | ----------------- |
| 2020 | Antuca me enamora |
| 2019 | Calle amores      |
| 2011 | Puro teatro       |